# Coccorhagidia clavifrons
Coccorhagidia clavifrons är en spindeldjursart som först beskrevs av Giovanni Canestrini 1886.  Coccorhagidia clavifrons ingår i släktet Coccorhagidia och familjen Rhagidiidae. Inga underarter finns listade i Catalogue of Life.